# Muazzez Ersoy
Pour les articles homonymes, voir Ersoy.
Hatice Yıldız Levent, mieux connue sous son nom de scène Muazzez Ersoy, née le 9 août 1958, est une chanteuse de musique classique turque. Elle est également connue en Turquie comme « reine de la nostalgie », ce thème étant récurrent dans ses textes,. Elle est artiste nationale (en) en Turquie depuis 1998, et ambassadrice de bonne volonté du Haut Commissariat des Nations unies pour les réfugiés depuis 2006.

## Biographie
Ersoy naît le 9 août 1958 et passe son enfance et sa jeunesse à Kasımpaşa, dans le district de Beyoğlu à Istanbul. La passion de sa mère pour la musique l’influence durant sa jeunesse, et, après avoir terminé ses études secondaires, elle continue à étudier avec des cours de musique auprès de professeurs tels qu'İrfan Özbakır et Baki Duyarlar. Elle travaille ensuite comme vendeuse et dépense ses économies en cours de musique,.
En plus de son activité musicale, elle a également animé l'émission télévisée Yıldız Akşamı sur TRT Müzik.
En 1998, elle est nommée artiste nationale (en) par le ministère de la Culture,, et, en 2006, elle est choisie comme ambassadrice de bonne volonté du Haut Commissariat des Nations unies pour les réfugiés,,.

## Discographie

### Albums studios
- 1991 : Seven Olmaz Ki
- 1992 : Her Şeyim Sensin
- 1993 : Sizi Seviyorum
- 1994 : Sensizlik Bu
- 1994 : Seninle Olmak
- 1995 : Nostalji
- 1996 : Nostalji 2
- 1997 : Nostalji 3
- 1998 : Nostalji 4-5-6
- 1999 : Nostalji 7-8-9
- 2000 : Nostalji 10-11-12
- 2002 : Senin İçin
- 2004 : Seni Seviyorum
- 2006 : Nankör
- 2007 : Kraliçeden Nostaljiler
- 2010 : Mozaik
- 2013 : Şarkılarla Gel
- 2016 : 90'dan Pop

### Singles
2022 : Aşk Versin Kararını (avec Yücel Arzen)